# Mr. T (singolo)
Mr. T/Mr. T (strumentale) è un singolo discografico del Group Team, pseudonimo di Silvano Fossati pubblicato nel 1985.
Il brano era la sigla della serie animata omonima scritta da Alessandra Valeri Manera, su musica e arrangiamento di Augusto Martelli.
Sul lato B è incisa la versione strumentale stampata anche come lato b del singolo Un giro nel cuore, sigla finale della prima serie del telefilm I ragazzi della 3ª C..
La versione strumentale è stata anche inserita all'interno del film "Doppio Misto" del 1985.

## Tracce
Lato A
1. Mr. T – 3:10 (Alessandra Valeri Manera-Augusto Martelli)

Durata totale: 3:10
Lato B
1. Mr. T (strumentale) – 3:13 (Alessandra Valeri Manera-Augusto Martelli)

Durata totale: 3:13

## Produzione e formazione del brano
- Augusto Martelli – Produzione e arrangiamento, direzione orchestra
- Tonino Paolillo – Registrazione e mixaggio al Mondial Sound Studio, Milano
- Orchestra di Augusto Martelli – Esecuzione brano

## Edizioni
Entrambi i brani sono stati inseriti nella compilation Fivelandia 3 e in numerose raccolte.